# Ammerbuch
Ammerbuch è un comune tedesco di 11 387 abitanti,, situato nel land del Baden-Württemberg.